# 静河
静河（しずか、2002年10月16日] - ）は、日本のAV女優。NAX所属。

## 略歴
2024年6月、『【彼氏に内緒で初撮り】色白美顔NO.1女子大生を寝取って顔射、最後は中出し しずか 21歳』でSODクリエイト・もぎたて素人レーベルでAVデビュー。デビュー作はFANZAの週間ランキングで2位。6月17日週FANZA通販フロアランキングでも5位を維持。10月7日週FANZAレンタルフロアランキング第9位。
7月8日週FANZA通販フロアランキング『中卒の弟がいつまで経ってもバイトすらしない、こもりびとになってしまったのは、すぐ甘やかしてしまう私がすべてを肯定しオナニーのお手伝いまでしてしまうから。 静河』（SODクリエイト）が初登場7位。
12月30日週FANZAレンタルフロアランキング『出張先のビジネスホテルでド健全な出張マッサージを呼んだら…なぜか色白で癒し系のフロント受付嬢がやってきて鼠径部をキワキワ責めされ11時のチェックアウトまで中出しSEXしまくった。静河』（SODクリエイト）が初登場第6位。
2025年2月10日週FANZA通販フロアランキングでは、出演した『MOODYZファン感謝祭 バコバコバスツアー2025 素人17名とAV女優17名の1泊2日大乱交 新世代AVオールスター覚醒！』が予約段階で初登場3位を記録。
同年5月26日週FANZA動画フロアランキングにおいて、出演した『マジックミラー号からの脱出！7 LIKEとLOVEの違いが分からない18歳応援SP！制限時間100分でSEXしないと脱出できないマジックミラー号に、絶対にヤってはイケない関係の2人を閉じ込めたら…禁断のSEXをしてしまうのか！？』（SODクリエイト）が初登場6位にランクイン。同作はその後7月7日週の通販ランキングでも10位をキープするなどロングランヒットなった。

## 人物
- 出身地は非公開ながら、デビュー時点では兵庫在住[10]。デビュー理由はエッチへの興味はありつつも経験が少なく、コンプレックスだったため[10]。
- 目標は「みんなが知っている女優さんになること」、「“オナニーしたくなったときに、静河の作品”と候補に挙げられること」[10]。

## 作品

### アダルトビデオ
- 【彼氏に内緒で初撮り】色白美顔NO.1女子大生を寝取って顔射、最後は中出し しずか 21歳（6月20日、SODクリエイト）[4]
- 【おじさんチ〇ポ沼にハマる】神戸美顔JDが彼氏に内緒で生ハメ6発2日！寝取って中出し温泉旅行 しずか 21歳（7月25日、SODクリエイト）
- 中卒の弟がいつまで経ってもバイトすらしない、こもりびとになってしまったのは、すぐ甘やかしてしまう私がすべてを肯定しオナニーのお手伝いまでしてしまうから。 静河（8月8日、SODクリエイト）
- 出張先のビジネスホテルでド健全な出張マッサージを呼んだら…なぜか色白で癒し系のフロント受付嬢がやってきて鼠径部をキワキワ責めされ11時のチェックアウトまで中出しSEXしまくった。 静河（9月12日、SODクリエイト）
- 佐藤しおり（10月24日、東京恋人）※佐藤しおり(27)名義
- 【色白女子大生を彼氏に内緒でホテルに呼び出し】イッてるってばぁ状態でも逃がさず妊娠確定10発中出し しずかちゃん 静河（12月17日、ムーディーズ）

- 【ウブでもワンナイトOK】ぷっくり乳首が素敵なパイパン美女登場！経験人数から想像できないバキュームフェラで吸い取られる！バックから高速ピストンで痙攣絶頂！スケベコス＋オイルまみれでニ回戦！互いを求め続ける濃厚セックス体験♪【即ヤリゲッチュー】【しずか】 静河（1月3日、DOC）
- 予備校講師とラブホでハメ撮り 都合のイイ女子生徒オトナ中出しアクメ 静河（1月7日、ムーディーズ）

- M調教された女の奉仕がハイレベル過ぎて逆にマゾに目覚めた男達 静河（1月14日、BALTAN＜バルタン＞）

- 部屋に連れ込んだ素人との隠し撮りSEX そのままAV発売 Vol.7（1月17日、DOC）

- OB訪問女子大生NTR 第一志望企業の内定欲しさにゲス人事部の命令を受け入れチ〇ポこねくりフェラにナマ中出し了承で内定確約10射精 静河（1月28日、本中）
- 射精の瞬間を見逃さない！精子の出口をガン見射精（1月28日、SEX Agent/妄想族）
- 貧乏な専業主婦が金持ち絶倫チ●ポに堕ちるまで…夫と子供が待つ自宅を抜け出し熱烈ベロキス中出し求愛 静河（2月4日、ムーディーズ）
- ずっと想いを寄せていた憧れの幼馴染に『托卵』を頼まれた僕ー。 静河（2月7日、マドンナ）
- 【4K】不登校な教え子とノーブラ制服パイパンSEX 静河（2月8日、クリスタル映像）
- サッカー番組で大人気！同じテレビ局で働く幼馴染のキャスターが週刊誌にすっぱ抜かれた！僕が最初に好きだったのに（BSS）、実はサッカー選手やプロデューサーと誰とでも寝るただのヤリマンで、、、 静河（2月11日、unfinished）
- ザ・不倫調査 不倫する妻に旦那ブチギレ！ 衝撃！浮気SEX現場に突撃し 夫が妻を寝取り返して即中出し！！ 静河さん（仮）（2月18日、本中）
- 発情が止められない汗かき制服美少女と密室エロ蒸し脱水アクメ。汗ダクダク涎ダラダラ超密着で没頭するビチョ濡れナマ交尾。 静河（2月18日、無垢）
- 【4K】不登校な教え子と二人きり…孤独な生徒と禁断背徳性交 しずか 静河（2月25日、クリスタル映像）
- 【4K】ハミ乳ハミ尻マン筋ギリギリ…モデル体型な教え子の禁断体操服誘惑 静河（2月26日、クリスタル映像）
- 人妻中出し温泉不倫旅～夫に内緒でハメまくりの一泊二日、背徳SEXドキュメント～ 静河（3月4日、VENUS）

- 嫌いな義父に夜●いされて… 静河（3月4日、ワンズファクトリー）

- この子ヤバイ！！おっとり静河は挿れて男を感じたい。お口とマ○コでご奉仕SEX 静河（3月4日、S-Cute）
- 【4K】学校イチかわいくてスタイル抜群な女生徒に校則違反体操着で迫られ…何度も何度も静河と中出しSEXしてしまった 静河（3月11日、クリスタル映像）

- MOODYZファン感謝祭 バコバコバスツアー2025 素人17名とAV女優17名の1泊2日大乱交 新世代AVオールスター覚醒！（3月18日、ムーディーズ）
- 男の欲望をすべて受け入れてくれるメチャカワ白衣の天使のヒーリングべろちゅう甘くとろける唾液たっぷりご奉仕濃厚接吻でチ〇ポはビンビン、ドバドバ射精が止まらない！静河（4月24日、ChuChuGirl（チュチュガール））
- くぱぁアナル舐めさせ美女。肛門クンニSEXの沼にハマッて以来ずっと、むれ匂うケツ穴オマ●コの奥まで味わってほしがる色白美尻OLちゃん（新卒） 静河（4月24日、FLAVORY（フレーバリー））
- 残業中、2人きりの社内で下着モデルを強いられ苦手な中年上司のねっとり乳首ハラスメントに堪えられず恥辱の乳首イキさせられる新卒色白美乳部下 静河（4月1日、ルナティックス）
- 友達だと思ってた女の子から告白されて、曖昧な返事をしてセックスだけの関係に溺れてしまった。 静河（4月1日、BeFree）

- 強●クスリ漬け 俺を侮辱した清楚系JDを拉致！ビンタ首絞めODキマってオホ声白眼アヘ顔で美顔崩壊イキ！ 静河（4月1日、山と空/妄想族）
- 女性向け風俗NTR 静河（4月15日、	ムーディーズ）

- 野球部の色白デカ尻J系マネージャーのリハビリ性処理素股で早漏暴発してしまった精子を献身ま○こに塗りたくり…そのままヌルッと生挿入！！ザーメンまみれのチ○ポに発情して止まらない全力腰振りで何度も膣射中出ししまくった。 静河（5月6日、ルナティックス）

- オヤジのハメ撮りドキュメント ねっとり濃厚に貪り尽くす体液ドロドロ汗だく性交 静河（5月6日、Fitch）

- 極道キメセクNTR 驚！性格も顔もキレイすぎる若妻が、身代わり…媚薬漬けでイキぶっ壊されて【妊娠する】までモテ遊ばれた記録！ 静河（5月13日、新セカイ/妄想族）
- 舐めまくりイカせまくりの超大満足ご奉仕全身リップ（5月26日、DOC）
- ヨガ体験教室の生徒で男は僕だけ…エロ目的での参加だと誤解されてはいけないと思えば思う程、美人インストラクターの突き出した美尻を見てチ●ポが反応してしまう…。下腹部の膨らみを見つかった僕は、体験コースには含まれていない集団エロレッスンに身を委ねてみる…（2）（6月1日、OFFICE K’S）
- 新入社員ワイセツ指導 パンスト固定バイブ 連続痙攣アクメ（6月1日、OFFICE K’S）
- 人手不足で悩む店長より偉いバイト様！辞めたいと言ってきた地味なバイトさんを引き止めたら...まさかのオヤジ好きの絶倫マ〇コで仕事中に何度も性欲処理させられた（6月12日、DANDY）
- 即尺痴女上司の強●搾精ごっくんハラスメント 静河（6月17日、ミセスの素顔/エマニエル）
- セフレ以上、恋人未満。1発だけじゃ終われない！エロ過ぎのセフレに何度も中出し。 静河（6月17日、S-Cute）
- ＃高額 ＃即日現金 ＃ホワイト案件 ＃簡単な仕事 本当にあった！地雷系女子を食い物にする‘病み’バイトの実態（6月20日、DOC）
- たった一度の失敗… 肉便器キャリアウーマン 静河（6月24日、FAプロ）
- イブに結婚式なんてサイテー！逆ギレ独身・自称バチェロレッテがナンパしてきたハイスぺリーマン食い散らかし『孕ませて（ハート）』中出し懇願16射精！（6月26日、サディスティックヴィレッジ）
- 義父は私を大人の女性にしてくれました。 静河（7月1日、アタッカーズ）
- 7日後に犯●れる職場の○○さん【3犯目】教育実習生・Sさん～スーツ女子大生がストーカーに肉便器に堕とされるまでの1週間にわたる射精記録～ 静河（7月1日、下半身タイガース/妄想族）
- 何度射精してもチ〇ポを離さず感覚が無くなるまで追い射精を促す極上メンズエステ 静河（7月8日、ケイ・エム・プロデュース）

- マジックミラー号からの脱出！7 LIKEとLOVEの違いが分からない18歳応援SP！制限時間100分でSEXしないと脱出できないマジックミラー号に、絶対にヤってはイケない関係の2人を閉じ込めたら…禁断のSEXをしてしまうのか！？（7月10日、SODクリエイト）
- 即ヤリゲッチュ！！！ Vol.07（7月18日、DOC）
- 大っ嫌いな元カレが入院してきて性介助要求された美人看護師 婚約中なのにクズ男のチ●ポに抗えずハメまくった3カ月間のNTR入院性活 静河（7月22日、ABC/妄想族）
- 「ほらぁ…センズリこきなさい」痴女お姉様たちに手淫コントロールさせられちゃったボク（7月22日、犬/妄想族）
- たった千円で超ペロペロに…？！早い・安い・上手いで話題の即尺ヌキ有りセンペロ酒場に密着！サクッとフェラ抜き神対応！飲みながらヌける最高チェーン店！ 大行列編（7月24日、SODクリエイト）
- オフィス痴●で感じちゃう…敏感OLは職場の男達に1日中触られ放題のいつでもOKドスケベ娘【痴感オフィスレディ・静河さん21歳の場合】（8月5日、下半身タイガース/妄想族）
- 【4K】学校イチかわいくて眼鏡が似合う女生徒に校則違反水着で迫られ…何度も何度もしずかと中出しSEXしてしまった 静河（8月26日、クリスタル映像）

### アダルトVR
- 【VR】【8K VR】一流スポーツ選手の玉の輿を虎視眈々と狙う、男性人気No.1女子アナウンサーと情熱的に絡み合う夜通し性交 静河（1月10日、unfinished）
- 【VR】地方市役所に勤める公務員のSさん（20代前半）と、退勤する17時の退勤時間から泥沼不倫に溺れています。 静河（8月29日、SODクリエイト）
- 【VR】シックスナイン相互オナニーで顔射してもらう女達（11月15日、AQUA＜アクア＞）
- 【VR】眼前のチ●ポから目が離せない女達のセンズリ鑑賞VR3（11月22日、AQUA＜アクア＞）

- 【VR】ストッキング脚でイジメながらセンズリサポート（1月17日、AQUA＜アクア＞）
- 【VR】【8K VR】「ごめんなさい、部屋押さえてなくて」仕事が出来ない新卒女子とホテル相部屋。シャワールームはまさかの透けガラス。彼女のシャワー姿で思わず興奮してしまった僕は… 静河（1月31日、unfinished）
- 【VR】これぞ8K！顔面特化アングルVR ～10年ぶりに再会した清楚な同級生がエロすぎてめちゃめちゃ中出しした日～ 静河（2月17日、ケイ・エム・プロデュース）

- 【VR】天井特化アングルVR ～もうすぐ結婚を迎える僕と幼馴染の最後のセックス～ 静河（3月3日、ケイ・エム・プロデュース）

- 【VR】【8K VR】全視野180°超・天井特化＜極＞ 夜通しやりまくった朝。僕は床に寝転がって汗だくで寝ていた。ぐちょ濡れ肉便器になった彼女は物足りなく朝勃ちチ○ポを求めてきて… 静河（4月15日、unfinished）
- 【VR】【8KVR】「先輩に言われた通り水着で来たよ…」制服の下はスクール水着！彼氏のフェチ願望にこっそり応えるスレンダー美肌ボディの後輩と放課後中出しエッチ！静河（4月23日、CRYSTAL VR）
- 【独占】【新作】【VR】【8K VR】未開発ショタ乳首が大好物！美人な家庭教師お姉さんの秘密の乳首開発レッスン 静河（5月20日、unfinished）
- 【VR】添い寝リフレ フレンチキスまでOKの店内で甘すぎて溶けてしまいそうな接吻をしたボク 静河（8月10日、KMPVR-彩-）

### イメージビデオ
- 静河 美女のハダカ（2024年12月18日、マーレーインターナショナル）